# Championnats d'Europe de judo 1951
Navigation
Édition suivante
La 1e édition des championnats d'Europe de judo a eu lieu les 5 et 6 décembre 1951 à Paris, en France.Dans son édition du lundi 7 décembre 1951, le journal L'Équipe précise que les compétitions se sont déroulées au Palais des sports et ont été arbitrées par le Japonais Mikinosuke Kawaishi. Dans son article, le journaliste René Moyset évoque le public venu nombreux et la domination sans partage des tricolores vainqueurs de la compétition par équipes le samedi  puis de toutes les épreuves individuelles au programme du dimanche : 1er dan, 2e dan, 3e dan, « ceinture marron » et « toutes catégories ».

## Résultats

### Individuels
| Épreuves                         | Or                    | Argent                | Bronze                                        |
| -------------------------------- | --------------------- | --------------------- | --------------------------------------------- |
| 1e dan                           | Bernard Pariset (FRA) | Horst Schombert (FRG) | Georges Ravinet (BEL) Robert Jacquemond (AUT) |
| 2e dan                           | Guy Cauquil (FRA)     | Chaplain (GBR)        | Dik Koning (NED) Robert Tobler (SUI)          |
| 3e dan                           | Jean de Herdt (FRA)   | Geoff Gleeson (GBR)   |                                               |
| Ceinture marron Kyu              | Michel Dupré (FRA)    | Anton Geesink (NED)   | Richard Unterburger (FRG) Elio Volpi (ITA)    |
| Toutes catégories catégorie Open | Jean de Herdt (FRA)   | Geoff Gleeson (GBR)   | Georges Ravinet (BEL) Robert Jacquemond (AUT) |

### Par équipes
| Épreuves    | Or                                                                         | Argent                                                | Bronze |
| ----------- | -------------------------------------------------------------------------- | ----------------------------------------------------- | --- |
| Par équipes | France Guy Cauquil Jean de Herdt Claude Mallet Bernard Pariset Guy Verrier | Royaume-Uni Chaplain Geoff Gleeson Grant Hobson Rhoda | Belgique René Beckers Jacques Callier Jean-Marie Falise Georges Ravinet Willy Struelens Allemagne de l'Ouest Armin Aigner Horst Lehmann Walter Schombert Richard Unterburger |

## Tableau des médailles
Les médailles obtenues dans la compétition par équipes ne sont pas comptabilisées dans le tableau de médailles.
| Rang  | Nation               | Or | Argent | Bronze | Total |
| ----- | -------------------- | -- | ------ | ------ | ----- |
| 1     | France               | 5  | 0      | 0      | 5     |
| 2     | Royaume-Uni          | 0  | 3      | 0      | 3     |
| 3     | Allemagne de l'Ouest | 0  | 1      | 1      | 2     |
| 3     | Pays-Bas             | 0  | 1      | 1      | 2     |
| 5     | Belgique             | 0  | 0      | 2      | 2     |
| 5     | Autriche             | 0  | 0      | 2      | 2     |
| 7     | Italie               | 0  | 0      | 1      | 1     |
| 7     | Suisse               | 0  | 0      | 1      | 1     |
| Total | Total                | 5  | 5      | 8      | 18    |

## Sources
- Podiums complets sur le site JudoInside.com.

- Epreuve par équipes sur le site allemand sport-komplett.de.